# Llengües d'Andorra

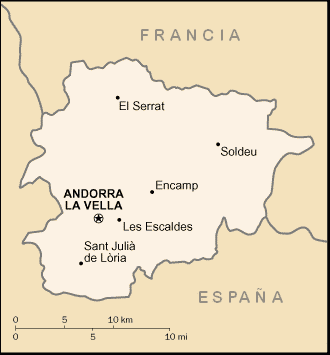
Mapa d'Andorra.

Les llengües d'Andorra són les llengües usades en el Principat d'Andorra. Les més emprades són el català, el castellà, el francès i el portuguès; de totes elles només el català és idioma local, les altres es parlen a conseqüència de la immigració o del turisme. El català és també l'única llengua oficial segons la Constitució d'Andorra de 1993, tot i això, Andorra és membre de l'Organització d'Estats Iberoamericans, va ser acceptada el 18 de novembre del 2004, i membre de l'Organització Internacional de la Francofonia.
El castellà, el portuguès i el francès tenen un ús important donada la immigració, principalment espanyola, des de mitjan segle xx. La població andorrana és de nacionalitat espanyola (32 %), portuguesa (16 %) i francesa (6 %), mentre que la població de nacionalitat andorrana és del 38 % (l'any 2008 i el 2009 són els únics anys en què els ciutadans andorrans superen als de nacionalitat espanyola des que es tenen dades, 1963). En el cas del castellà i el francès també s'explica el seu ús habitual pel sector turístic, ja que aquest és el més important de l'economia del país, i els turistes són principalment espanyols i francesos, i també per les relacions comercials amb Espanya i França.

## Estadístiques
Segons dades de l'any 2015, el català era l'idioma més usat al país (55,2 %), seguit per l'espanyol (37,1 %) i en un percentatge inferior el portuguès (3,8 %) i el francès (2,2 %). En una enquesta d'usos lingüístics d'Andorra feta per l'Institut d'Estudis Andorrans es va percebre que el 80 % creu que el català és necessari per integrar-se a Andorra, mentre que el 18% pensa que no. Respecte a la llengua materna, o primera llengua, el català és també la primera, amb el 38,8 % de la població, mentre que el castellà ho és pel 35,4 %.
Pel que fa al 2022, el català esdevé la primera llengua materna dels andorrans, seguit per l'espanyol, el portuguès i el francès. El català també es manté com a llengua habitual amb més distància de la resta de llengües. Així mateix, la llengua pròpia dels andorrans, amb la qual s'identifiquen, també és principalment el català.
| Llengües                                                                   | Llengua materna | Llengua materna | Llengua materna | Llengua materna | Llengua materna | Llengua pròpia | Llengua pròpia | Llengua pròpia | Llengua habitual | Llengua habitual | Llengua habitual | Llengües  |
| Llengües                                                                   | 1995            | 2004            | 2014            | 2018            | 2022            | 2014           | 2018           | 2022           | 2014             | 2018             | 2022             | Llengües  |
| -------------------------------------------------------------------------- | --------------- | --------------- | --------------- | --------------- | --------------- | -------------- | -------------- | -------------- | ---------------- | ---------------- | ---------------- | --------- |
| Català                                                                     | 42,7 %          | 29,9 %          | 39,5 %          | 35,7 %          | 44 %            | 49,7 %         | 45,9 %         | 53,4 %         | 60,1 %           | 64,5 %           | 63,7 %           | Català    |
| Castellà                                                                   | 34,6 %          | 43,4 %          | 43,8 %          | 43,2 %          | 40,3 %          | 35,8 %         | 42,6 %         | 38,5 %         | 44,2 %           | 52,4 %           | 48,6 %           | Castellà  |
| Portuguès                                                                  | 10,7 %          | 14,7 %          | 18,6 %          | 17,1 %          | 13,5 %          | 15,9 %         | 14,2 %         | 12,3 %         | 9,1 %            | 9,6 %            | 6,6 %            | Portuguès |
| Francès                                                                    | 10,8 %          | 10,7 %          | 9,7 %           | 8,9 %           | 10 %            | 6,1 %          | 6,9 %          | 6,5 %          | 5,5 %            | 9 %              | 5,7 %            | Francès   |
| Anglès                                                                     | 1,7 %           | 1,2 %           | 3,5 %           | 1,8 %           | 3 %             | 1,4 %          | 1,8 %          | 2,4 %          | 1,4 %            | 5,2 %            | 2,7 %            | Anglès    |
| Altres                                                                     | 4,8 %           | 6,9 %           | 5,5 %           | 5,0 %           | 6,8 %           | 2,8 %          | 3,7 %          | 4,9 %          | 1,5 %            | 2,2 %            | 2,2 %            | Altres    |
| Font: Coneixements i usos lingüístics de la població d'Andorra (2014-2022) |                 |                 |                 |                 |                 |                |                |                |                  |                  |                  |           |

## Idiomes a l'educació
El sistema educatiu a Andorra es divideix per tres tipus de sistemes. Està compost pel sistema andorrà, l'espanyol i el francès. El sistema andorrà depèn del Ministeri d'Educació i Cultura del Govern d'Andorra i va ser creat el 1982, la llengua vehicular d'aquest ensenyament és el català.
El sistema espanyol depèn del Ministeri d'Educació d'Espanya i compta amb cinc centres de primària i un de secundària. La llengua vehicular d'aquest sistema és el castellà. El francès disposa de 14 centres maternals i de primària i un institut, el Lycée Comte de Foix, i la seva llengua vehicular és el francès.
| Sistema educatiu                                     | 1985  | 1990  | 1995  | 2000  | 2005   | 2010   | 2015   | 2020   | 2022   |
| ---------------------------------------------------- | ----- | ----- | ----- | ----- | ------ | ------ | ------ | ------ | ------ |
| Sistema andorrà                                      | 298   | 747   | 1.541 | 2.352 | 3.612  | 4.157  | 4.327  | 4.521  | 4.662  |
| Sistema espanyol                                     | 4 961 | 4 744 | 3.977 | 3.546 | 3.541  | 3.243  | 3.093  | 2.814  | 2.942  |
| Sistema francès                                      | 3 508 | 3 533 | 3.580 | 3.534 | 3.636  | 3.402  | 3.593  | 3.463  | 3.474  |
| Sistema anglès                                       | -     | -     | -     | -     | -      | -      | -      | 112    | 222    |
| Total estudiants                                     | 8 767 | 9 024 | 9 098 | 9 432 | 10 789 | 10 802 | 11 013 | 10 910 | 11 300 |
| Font: Departament d'estadística del Govern d'Andorra |       |       |       |       |        |        |        |        |        |